# Cadel Evans Great Ocean Road Race 2025
La Cadel Evans Great Ocean Road Race 2025, nona edizione della corsa, valevole come seconda prova dell'UCI World Tour 2025 categoria 1.UWT, si svolse il 2 febbraio 2025 su un percorso di 187,6 km, con partenza e arrivo a Geelong, in Australia. La vittoria fu appanaggio dello svizzero Mauro Schmid, il quale completò il percorso in 4h26'07", alla media di 42,297 km/h, precedendo i neozelandesi Aaron Gate e Laurence Pithie.

## Squadre e corridori partecipanti
| N.    | Cod. | Squadra                 |
| ----- | ---- | ----------------------- |
| 1-7   | RBH  | Red Bull-Bora-Hansgrohe |
| 11-17 | SOQ  | Soudal Quick-Step       |
| 21-27 | LTK  | Lidl-Trek               |
| 31-37 | IGD  | Ineos Grenadiers        |
| 41-47 | GFC  | Groupama-FDJ            |
| 51-57 | MOV  | Movistar Team           |
| 61-67 | JAY  | Team Jayco AlUla        |

| N.      | Cod. | Squadra               |
| ------- | ---- | --------------------- |
| 71-77   | IWA  | Intermarché-Wanty     |
| 81-87   | TPP  | Team Picnic PostNL    |
| 91-97   | COF  | Cofidis               |
| 101-107 | XAT  | XDS Astana Team       |
| 111-117 | IPT  | Israel-Premier Tech   |
| 121-127 | EFE  | EF Education-EasyPost |
| 131-137 | AUS  | Australia             |

## Ordine d'arrivo (Top 10)
| Pos. | Corridore         | Squadra  | Tempo    |
| ---- | ----------------- | -------- | -------- |
| 1    | Mauro Schmid      | Jayco    | 4h26'07" |
| 2    | Aaron Gate        | XDS      | a 3"     |
| 3    | Laurence Pithie   | Red Bull | s.t.     |
| 4    | Javier Romo       | Movistar | s.t.     |
| 5    | Andrea Bagioli    | Lidl     | s.t.     |
| 6    | Corbin Strong     | Israel   | s.t.     |
| 7    | Magnus Sheffield  | Ineos    | s.t.     |
| 8    | Rémy Rochas       | Groupama | s.t.     |
| 9    | Oscar Onley       | Picnic   | s.t.     |
| 10   | Finn Fisher-Black | Red Bull | a 8"     |